# Marika
Marika je ženské křestní jméno hebrejského původu – jedná se o maďarskou podobu jména Marie. V Česku není příliš rozšířeno, většina jeho nositelek pochází ze Slovenska. V českém občanském kalendáři má svátek 31. ledna.
Podobným jménem je Mariko což v japonském jazyku znamená dítě věrné víry a Marika znamená květina jasmínu.[zdroj?]

## Statistické údaje
Následující tabulka uvádí četnost jména v ČR a pořadí mezi ženskými jmény ve srovnání dvou roků, pro které jsou dostupné údaje MV ČR – lze z ní tedy vysledovat trend v užívání tohoto jména:
| Rok       | Četnost   | Pořadí   |
| 1999      | 1890      | 171.     |
| 2002      | 1931      | 169.     |
| Porovnání | o 41 více | o 2 lépe |

Změna procentního zastoupení tohoto jména mezi žijícími ženami v ČR (tj. procentní změna se započítáním celkového úbytku žen v ČR za sledované tři roky) je +3,0%.

## Známé nositelky jména
- Marika Blažková, česká učitelka, editorka a novinářka
- Marika Domińczyk, polsko-americká herečka
- Marika Gombitová, slovenská zpěvačka
- Marika Hanušová, česká choreografka
- Marika Johansson, modelka
- Marika Kafková, vědkyně a profesorka
- Marika Kilius, německá lyžařka
- Marika Lagercrantz, švédská herečka
- Marika Lendl, česko-americká golfistka
- Marika Nemethová, fotografka
- Marika Ninou, arménsko-česká zpěvačka
- Marika Nováková, česká malířka a sochařka
- Marika Pečená, česká dirigentka a umělecká vedoucí zaměřená na starou hudbu
- Marika Pecháčková, česká režisérka
- Marika Procházková, česká herečka
- Marika Rökk, maďarská zpěvačka
- Marika Skopalová, česká herečka
- Marika Škultéty, zpěvačka
- Marika Šoposká, česká herečka
- Marika Žáková, česká operní pěvkyně

## Známý nositel jména
- Marika Koroibete, australský ragbista